# Médaille du front de l'Est
La médaille du front de l'Est (en allemand, Winterschlacht Im Osten ou plus communément Ostmedaille) était une décoration militaire du Troisième Reich, créée en 1942, pour commémorer le front de l'Est de l'armée allemande au cours de la période du 15 novembre 1941 au 15 avril 1942.

## Historique
Elle fut décernée aux militaires allemands et membres de l'Axe ayant participé à l'opération Barbarossa, particulièrement durant le rude hiver 1941-1942.

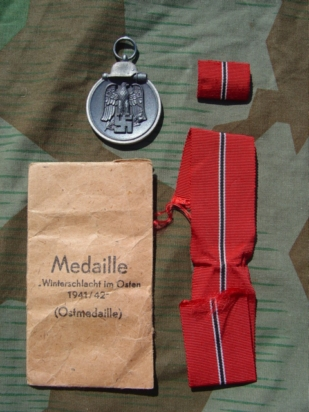
Médaille du front de l'Est et son ruban.

## Classification
Elle était décernée selon les catégories suivantes :
- 14 jours de service en combat actif dans la zone entre le 15 novembre 1941 et le 15 avril 1942 ;
- 60 jours de service sans combat dans la zone entre le 15 novembre 1941 et le 15 avril 1942 ;
- blessé dans les combats ;
- tué dans les combats (à titre posthume) ;
- grave blessure causée par le froid (ou par le climat en général).

## Description
Médaille en zinc, avec sur l'endroit un aigle allemand tenant une croix gammée entre ses serres, et au verso, le texte « Winterschlacht Im Osten 1941/42 », et au-dessous une épée croisant une branche de lauriers de la victoire. Au-dessus de la médaille, le casque de l'armée allemande la reliait au ruban dans un acier poli.
Le ruban était rouge avec une rayure noire centrale encadrée par deux fines rayures blanches, symbolisant le sang, la neige et la mort.

## Surnoms
Une interprétation sarcastique bien connue de la couleur du ruban était la suivante : « À gauche à droite, l’Armée rouge, au milieu la piste Smolensk-Moscou et la neige. »
Dans le jargon militaire, la médaille a donc souvent été baptisée "Rollbahnorden" (en français, « ordre de la piste ») eu égard à l’hiver russe extrême 1941-1942 ; et ses nombreux cas d'engelures ont amené les surnoms suivants : « médaille de la viande congelée », « ordre de la viande congelée », ou « ordre des pieds gelés ». Jusqu'en 1943, le musée de l’Armée de Munich, par l’intermédiaire de l'Oberstleutnant Miller, répertoriait pas moins de trente-deux dénominations différentes pour la médaille de l’Est, dont « médaille du gel », « bonhomme de neige avec casque en acier »,  « souvenir d'aurore boréale », « ordre de la toundra », "Rollbahn-Medaille" (en français, « médaille de la piste »), ou « médaille "en chocolat" de vacances ».
Également, la rime suivante a été inventée pour évoquer le ruban de l’ordre (qui rappelle l'interprétation évoquée au début de la section) : "Schwarz ist die Nacht, weiß ist der Schnee und von beiden Seiten die Rote Armee" qui peut se traduire par « La nuit est noire, la neige est blanche et, des deux côtés, l’Armée Rouge. »

## Récipiendaires
Plus de trois millions de médailles furent décernées.
La décoration était portée sur l'uniforme de combat comme l'étaient les croix de fer et croix du Mérite de guerre par exemple, comme un ruban sur la poitrine (pour les 1re classes) ou comme un ruban épinglé entre les 2e et 3e boutons de l'uniforme (pour les 2e classes).

## Après-guerre

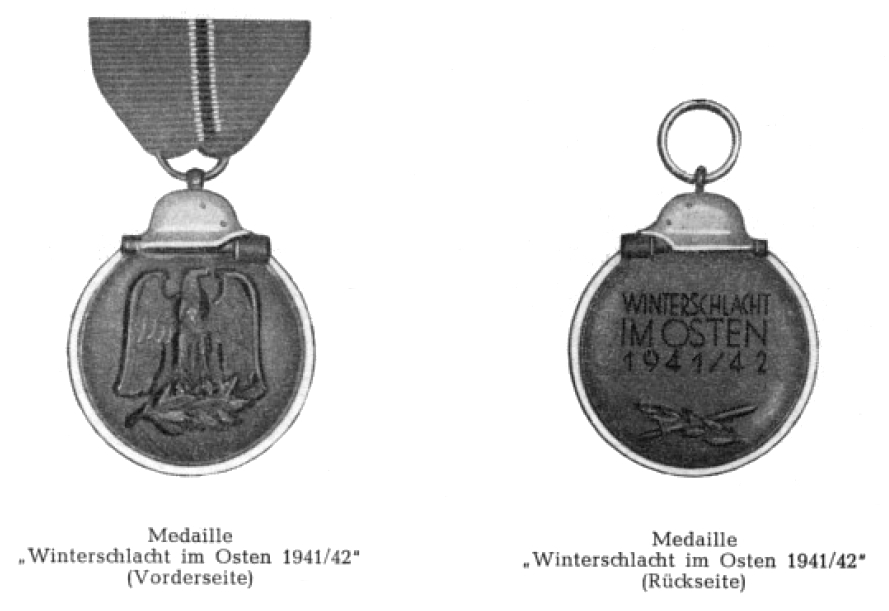
Médaille dans sa version de 1957.

La loi du 26 juillet 1957 sur les titres, ordres et distinctions la médaille Winterschlacht im Osten 1941/42 peut être portée en Allemagne dans une version sans croix gammée.